# James Hastings
James Hastings (Huntly, 26 marzo 1852 – Aberdeen, 15 ottobre 1922) è stato un biblista britannico e ministro presbiteriano della Chiesa Libera Unita di Scozia.
Fu il fondatore della rivista Expository Times. Le sue opere più note sono il Dictionary of the Bible in 5 volumi e l' Encyclopædia of Religion and Ethics in 13 volumi.

## Biografia
Secondogenito di cinque figli del mugnaio locale James Hastings, dopo aver frequentato le scuole di Huntly e poi di Aberdeen, nel 1876 conseguì il Master's degree in lingue e letterature classiche all'università del luogo. Mentre studiava da seminarista, trovò impiego come insegnante alla Chanonry House School, una scuola privata per ragazzi nella parte più antica di Aberdeen.
Dopo un periodo come vice ministro a Broughty Ferry, nei pressi di Dundee, Hastings fu ordinato sacerdote nel 1884, diventando ministro presso la chiesa di Kineff nel Kincardineshire. Nello stesso anno sposò Ann Wilson Forsyth.
Tredici anni più tardi, fu chiamato alla Willison Church di Dundee, dove fondò la rivista Expository Times, che curò fino alla morte, quando la direzione fu assunta congiuntamente fino al 1942 dai due figli, Ann Wilson (21 aprile 1885 - 23 marzo 1975) e Edward (21 marzo 1890 - 1 agosto 1980), che divenne ministro come il padre.

Nel 1892, fondò il The Sunday School settimanale dedicato alle scuole domenicale, che fu pubblicato per 104 numeri, dal dicembre 1882 al dicembre 1884.
Nel 1901, dopo vari problemi lavorativi in città, decise di ritornare a Kincardineshire come ministro della United Free Church di St Cyrus, dove terminò la costruzione di una nuova chiesa per la congregazione, rimanendovi fino al pensionamento nel 1911. Ritiratosi ad Aberdeen, divenne membro della Beechgrove United Free Church..
Morì improvvisamente il 15 ottobre 1922. Tre giorni più tardi, fu celebrato il rito funebre, a conclusione del quale fu sepolto nel cimitero di Springbank, ad Aberdeen.
In un necrologio, la sua predicazione fu descritta come "evangelica nel sentimento, riflessiva e ben organizzata nello stile, fluente nell'esposizione e fervente nella pratica".

## Riconoscimenti
- 1897: Doctor of Divinity onorario all'Università di Aberdeen;
- 1913: medaglia Dyke-Acland per il contributo alla ricerca biblica[1];
- 1920: Doctor of Divinity onorario alla Queen's University in Nuova Scozia.